# Telephirca quadrifariella
Telephirca quadrifariella is een vlinder uit de familie dominomotten (Autostichidae). De wetenschappelijke naam is voor het eerst geldig gepubliceerd in 1855 door Mann.
Deze vlinder komt voor in Europa.